# Antilai Sandrini
Antilai Sandrini, nota come Anti (Livorno, 30 novembre 1997), è una danzatrice e artista marziale italiana che ha rappresentato l'Italia ai Giochi della XXXIII Olimpiade nella break dance femminile.
Iniziò a praticare break dance all'età di 13 anni, venendo introdotta alla disciplina da suo padre. Sandrini ha praticato ginnastica e cheerleading ed è stata campionessa italiana di wushu, vincendo la medaglia d'argento ai Giochi del Mediterraneo del 2019. Il suo stile di breaking è caratterizzato dalle ispirazioni tratte dall'arte marziale cinese.
Nel 2021 si è classificata quarta nel WDSF World Breaking Championship e ha vinto il Red Bull BC One Italy, assicurando un posto nel Last Chance Cypher alle finali mondiali. Nel 2022 ha vinto la medaglia d'argento ai campionati europei, mentre nel 2023 si è classificata al quarto posto.
Nei campionati mondiali femminili si è classificata 4ª nel 2021, 5ª nel 2022 e 6ª nel 2023. Nel 2022 ha partecipato ai Giochi mondiali di Birmingham, classificandosi 11ª.
Sandrini ha rappresentato l'Italia nel breaking nelle Olimpiadi estive del 2024, venendo però eliminata nel girone delle qualificazioni. È un'atleta del gruppo sportivo Fiamme Azzurre del Corpo di Polizia Penitenziaria.